# Paralympiska vinterspelen 1988
Paralympiska vinterspelen 1988 var de fjärde paralympiska vinterspelen. De hölls i Innsbruck i Österrike mellan 18 och 25 januari 1988.
1988 var året då sitski infördes inom skidåkningen, såväl i alpina som nordiska grenar.
De var de sista paralympiska vinterspelen som hölls på annan ort än olympiska vinterspelen, med början är 1992 hölls de båda spelen i samma stad. 

## Sporter
- Alpin skidåkning
- Iskälke
- Nordisk skidsport
  - Längdskidåkning
  - Längdskidåkning

## Medaljtabell
| Pl. | Nation        | Guld | Silver | Brons | Totalt |
| --- | ------------- | ---- | ------ | ----- | ------ |
| 1.  | Norge         | 25   | 21     | 14    | 60     |
| 2.  | Österrike     | 20   | 10     | 14    | 44     |
| 3.  | Västtyskland  | 9    | 11     | 10    | 30     |
| 4.  | Finland       | 9    | 8      | 8     | 25     |
| 5.  | Schweiz       | 8    | 7      | 8     | 23     |
| 6.  | USA           | 7    | 17     | 6     | 30     |
| 7.  | Frankrike     | 5    | 5      | 3     | 13     |
| 8.  | Kanada        | 5    | 3      | 5     | 13     |
| 9.  | Sverige       | 3    | 7      | 5     | 15     |
| 10. | Italien       | 3    | 0      | 6     | 9      |
| 11. | Spanien       | 1    | 2      | 1     | 4      |
| 12. | Polen         | 1    | 1      | 6     | 8      |
| 13. | Nya Zeeland   | 0    | 1      | 0     | 1      |
| 14. | Japan         | 0    | 0      | 2     | 2      |
| 14. | Sovjetunionen | 0    | 0      | 2     | 2      |

### Fotnoter
1. ↑  ”Innsbruck 1988” (på engelska). Internationella paralympiska kommittén. https://www.paralympic.org/innsbruck-1988. Läst 28 juli 2017.